# Kletskaja
Kletskaja (ros. Клетская) – stanica w Rosji, w obwodzie wołgogradzkim, ośrodek administracyjny rejonu kletskiego. W 2010 liczyła 5323 mieszkańców.